# Saritaea
Saritaea é um género botânico pertencente à família Bignoniaceae.

## Espécies
- Saritaea magnifica
- Saritaea triplinervia